# Údolí Côa a Siega Verde
Údolí Côa je portugalské údolí, známé především díky nálezům prehistorického umění v podobě skalních rytin a maleb. Bylo jich zde nalezeno nevídané množství, většinou se datují do doby přibližně mezi lety 22 000 – 10 000 př. n. l. Údolí je tvořeno řekou Côa a pro svou mimořádnou historickou hodnotu bylo v roce 1998 zařazeno do Seznamu světového dědictví UNESCO.
V roce 2010 byla lokalita UNESCO rozšířena o Siega Verde ve španělské provincii Salamanca. Zdejší skalní rytiny mají stejný původ jako ty na portugalské straně hranice.